# District de Savenay
Le district de Savenay est une ancienne circonscription territoriale du département français de la Loire-Inférieure (aujourd'hui Loire-Atlantique). Il a existé de 1790 à 1795, date à laquelle les districts ont été supprimés (constitution de l'an III).
Il était composé des cantons de Savenay, Campbon, Coueron, Guenrouet et Le Temple.
En 1800, lorsque sont créés les arrondissements sous le Consulat, Savenay devient chef-lieu d'arrondissement, jusqu'en 1868, date du transfert de la sous-préfecture à Saint-Nazaire.